# Sergi Mingote i Moreno
Sergi Mingote i Moreno (Parets del Vallès, 9 de març de 1971 - K2, Pakistan, 16 de gener de 2021) fou un alpinista i polític català. Diplomat en funció gerencial a les administracions públiques per ESADE, fou alcalde de Parets del Vallès (2011-2018), ciutat de la qual anteriorment fou regidor d'esports. També fou Coach Executiu per The International School of Coaching, i màster en Cooperació Internacional. Posteriorment tingué una plaça de funcionari a Granollers.

Com a alpinista aconseguí el primer vuit mil el 1998 (Cho Oyu, 8.201 m). Seguiren el Shisha Pangma (1999), i una primera ascensió a l'Everest per la cara nord en solitari el 2001. El 2003 repetí per la cara sud, un cop en el cim va enviar un missatge de pau i va treure una pancarta per commemorar els 20 anys de Catalunya Ràdio i TV3. Aprofitant l'ascensió per la cara sud, TV3 va emetre per primera vegada per televisió la coronació del cim en directe. En assolir per segona vegada el cim més alt de la terra es convertí en el segon català en fer el doblet, després d'Òscar Cadiach, qui havia assolit el cim el 18 d'agost de 1985 i el 17 de maig de 1993.

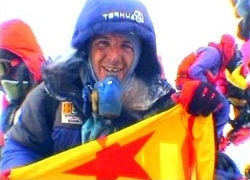
Expedició a l'Everest el 2001

A banda de nombrosos altres cims formà part de la primera expedició mundial del mil·lenni al pol nord magnètic. Va destacar en proves de resistència en bicicleta de muntanya, Ironmans, Ultramans, i la seva travessa nedant a l'estret de Gibraltar.
Al juliol 2018 va fer el seu retorn al vuitmilisme encadenant l'ascens al K2 i al Broad Peak en només set dies, i es va convertir en la 9a persona del món en aconseguir aquest doblet el mateix any, la 7a en fer-ho sense oxigen suplementari. Això va ser l'inici del seu projecte 14x8000 en 1000 dies, on es proposà pujar els 14 vuitmils sense oxigen artificial en només 1000 dies. Si ho aconseguís, reduiria el rècord actual a la meitat de temps. Seguiren els cims Manaslu (setembre 2018), Lhotse (maig 2019), Nanga Parbat i Gasherbrum II (juliol 2019) i Dhaulagiri (octubre 2019). El bon començament del projecte (cim a totes les expedicions), el portà a ser reconegut com un dels noms importants de l'alpinisme català i europeu.
Els plans de Mingote es veieren afectats per la crisi del coronavirus, que l'obligaren a cancel·lar les expedicions de l'estiu del 2020. Els darrers anys de la seua vida exercí de President d'ONAT Foundation, una fundació que té com a objectiu la inclusió mitjançant l'esport.
El 16 de gener de 2021 morí per causa d'una relliscada en l'expedició al cim del K2 durant el descens des del camp 3 (a la cota de 6.000 metres) fins al camp base.
Sergi Mingote va donar sempre suport a entitats de caràcter social com APINDEP (cooperativa de serveis a la dependència que està formada per persones amb diversitat funcional i familiars de primer i segon grau), RODAMUNT (associació sense ànim de lucre per a la promoció i organització d'activitats de senderisme de muntanya destinada a persones amb mobilitat reduïda), Be Artsy i la Fundació Catalana de la síndrome de Williams, realitzant expedicions inclusives a l'Everest o apadrinant reptes solidaris com l'OnCodines Trail, que recapta fons per ajudar malalts de càncer.

## Ascensions a cims de 8.000 metres
| Cim           | Alçada  | Data          | Amb/Sense oxigen suplementari | Informació                                |
| ------------- | ------- | ------------- | ----------------------------- | ----------------------------------------- |
| Cho Oyu       | 8.201 m | 1998          | Sense oxigen, sense xerpes.   | 1r cim de 8.000 assolit per Sergi Mingote |
| Shisha Pangma | 8.008 m | 1999          | Sense oxigen                  |                                           |
| Everest       | 8.848 m | 2001          | Sense oxigen                  | En solitari; cara nord                    |
| Everest       | 8.848 m | 2003          | Sense oxigen                  | Cara sud                                  |
| Broad Peak    | 8.047 m | juliol 2018   | Sense oxigen                  |                                           |
| K2            | 8.611 m | setembre 2018 | Sense oxigen                  |                                           |
| Manaslu       | 8.156 m | setembre 2018 | Sense oxigen                  |                                           |
| Lhotse        | 8.516 m | maig 2019     | Sense oxigen                  |                                           |
| Nanga Parbat  | 8.125 m | juliol 2019   | Sense oxigen                  |                                           |
| Gasherbrum II | 8.035 m | juliol 2019   | Sense oxigen                  | Rècord Guinness 2x3x8.000 en un any       |
| Dhaulagiri    | 8.167 m | octubre 2019  | Sense oxigen                  |                                           |